# Orto (Francja)
Orto (kors. Ortu) – miejscowość i gmina we Francji, w regionie Korsyka, w departamencie Korsyka Południowa.
Według danych na rok 2007 gminę zamieszkiwało 55 osób, a gęstość zaludnienia wynosiła 3 osób/km².